# Deathgasm
Deathgasm es una película de horror y comedia neozelandesa de 2015 escrita y dirigida por Jason Lei Howden en su debut como director. Protagonizada por Milo Cawthorne, Kimberley Crossman y James Blake, relata las aventuras de dos fanáticos del death metal que por casualidad terminan resucitando a un demonio. La película fue estrenada el 14 de marzo de 2015 en South by Southwest.

## Sinopsis
Brodie es un fanático del heavy metal que no logra encajar en su escuela y que está enamorado de Medina, la novia de su primo David. Brodie conoce más tarde a Zakk, otro fanático del metal con el que forma una agrupación a la que llaman 'DEATHGASM'. Por accidente encuentran una antigua partitura que resucita a un antiguo demonio, desatando el caos y la conmoción en su localidad de Greypoint.

## Reparto
- Milo Cawthorne como Brodie.
- James Blake como Zakk.
- Kimberley Crossman como Medina.
- Stephen Ure como Rikki Daggers.
- Tim Foley como Vadin.
- Sam Berkley como Dion.
- Daniel Cresswell como Giles.
- Nick Hoskins-Smith como David.
- Colin Moy como Albert.
- Jodie Rimmer como Mary.

## Producción
Howden se inspiró en su adolescencia, en la que era un paria social y fanático de la música heavy metal. La película ganó el concurso de 2013 Make My Horror Movie y recibió un premio de NZ$200,000 para la producción, que tuvo lugar a mediados de 2014. El productor ejecutivo Ant Timpson citó el "puro entusiasmo y absoluto compromiso" de Howden en cuanto a por qué ganó.

## Recepción
Rotten Tomatoes informa que el 88% de los 25 críticos dieron a la película un aviso positivo; la calificación promedio es 6.4/ 10. El consenso del sitio afirma: "Deathgasm sondea las profundidades salpicadas de sangre de gore de grindhouse con la alegría suficiente para satisfacer a los entusiastas del género que buscan emociones". En Metacritic, la película tiene una calificación de 65 de 100, basada en 10 críticas, lo que indica "críticas generalmente favorables".

## Secuela
Una secuela, titulada Deathgasm Part 2: Goremageddon, se reveló el 16 de diciembre de 2015 para estar en producción.